# Aux Merveilleux de Fred
Aux Merveilleux de Fred est une entreprise française spécialisée dans la boulangerie et la pâtisserie fondée à Lille (Nord) en 1997.
L'entreprise est spécialisée dans la préparation et la commercialisation de spécialités originaires du nord de la France et de la Belgique : les gâteaux meringués Merveilleux et le pain brioché cramique.
En 2024, l'enseigne représente 35 boutiques en France et 26 boutiques dans 10 pays à l'étranger.

## Histoire
En 1985, le boulanger pâtissier Frédéric Vaucamps reprend un commerce à Hazebrouck (Nord) et y commercialise une première version d'un gâteau meringué.
En 1997, la première boutique Aux Merveilleux de Fred ouvre rue de la Monnaie dans le quartier du vieux-Lille dans la préfecture du Nord,.

## Géographie
En 2024, l'entreprise compte 61 boutiques dans onze pays et trois continents  :
- Amérique
  - Canada (2) : Montréal, Toronto
  - États-Unis : New-York (3)

- Asie
  - Émirats Arabes Unis : Dubaï
  - Japon : Tokyo

- Europe
  - Allemagne (2) : Berlin et Düsseldorf
  - Belgique (6) : Anvers, Bruges, Bruxelles (2), Gand, Knokke
  - Espagne : Madrid
  - France (35) : Arras[4], Bordeaux, Boulogne-Billancourt, Enghien-les-Bains, Levallois-Perret, Lille (4), Lyon (3), Metz, Nancy, Nantes (2), Orléans, Paris (13), Reims, Saint-Germain-en-Laye, Valenciennes, Versailles, Vincennes
  - République tchèque : Prague
  - Royaume-Uni : Londres (5)
  - Suisse (4) : Lausanne, Genève (2), Lucerne